# Okresní běžecká liga 2014
Okresní běžecká liga 2014 (OBL) je pojmenování seriálu soutěží běžců několika věkových kategorií na Českolipsku. Řada těchto přespolních běhů je současně tradičním závodem regionů měst a jednotlivých sportovních klubů.

## Řízení ligy
V roce 2010 je ředitelem OBL Oldřich Slaměný, aktivní účastník některých běhů. Každý závod má své regionální pořadatele i sponzory.

## Zařazené závody 2014
V roce 2014 bylo rozhodnuto do seriálu soutěží zařadit 16 běžeckých závodů. Každý z nich má vypsány různé věkové kategorie i délky tratí.
- Jarní běh sídlištěm západ, Nový Bor, 23. března, 172 závodníků
- Jarní přespolní běh, Sosnová u České Lípy, 29. března, 154 závodníků
- Hodinovka Jablonné, Jablonné v Podještědí, 11. dubna, 79 závodníků
- Přespolní běh Cvikováčku, Cvikov, 13. dubna, 147 závodníků
- Polevský běh, Polevsko, 19. dubna, 162 závodníků
- Brništský půlmaraton, Brniště, 26. dubna, 149 závodníků
- Běh údolím samoty, Radvanec, 1. května, 173 závodníků
- Běh Kamenickým Šenovem, 8. května, 170 závodníků[1]
- Večerní hodinovka na dráze, 27. června, Česká Lípa
- Běh Cvikovem, Cvikov, 14. září
- Běh lipovou alejí, Zahrádky, 20. září[2]
- Kritérium kolem Varhan, Kamenický Šenov, 28. září
- Červený okruh, Doksy, 11. října
- Běh okolo Lemberka, Jablonné v Podještědí, 18. října
- Krossmaratón, Česká Lípa, 1. listopadu
- Žandovská desítka, 20. ročník Žandov, 9. listopadu, 230 běžců (rekord)[3]